# Ласло Раноді
Ласло Раноді (угор. Ranódy László; 14 вересня 1919, Сомбор, Королівство Сербів, Хорватів і Словенців, нині Сербія — 14 жовтня 1983, Будапешт, Угорщина) — угорський кінорежисер і сценарист.

## Біографія
Здобув юридичну освіту. Відомий схильністю до екранізаціціям угорської класичної літератури.
Дружина Каталіна Коціан.

## Фільмографія

### Режисер
- 1949 — Матьі Лудаш / Lúdas Matyi
- 1952 — ПовсталО море / Föltámadott a tenger
- 1954 — Аристократична любов / Hintónjáró szerelem
- 1956 — Прірва / Szakadék (по Йожефу Дарвашу)
- 1958 — Злочинець невідомий / A tettes ismeretlen
- 1959 — Кого проводжає жайворонок / Akiket a pacsirta elkísér
- 1960 — Будь здоровий до самої смерті / Légy jó mindhalálig (по Жігмонду Морицу)
- 1965 — Жайворонок / Pacsirta
- 1967 — Золотий дракон / Aranysárkány (по Деже Костолані)
- 1968 — Мозаїка міста Бая / Bajai mozaik
- 1969 — Це трапилося в вересні / Elindult szeptemberben
- 1973 — Розарій на шести Хольд / Hatholdas rózsakert
- 1973 — Китайський глечик / Kínai kancsó
- 1974 — Ключ / A kulcs
- 1974 — Купання / Fürdés
- 1975 — Бунт клас / Zendül az osztály
- 1976 — Сирітка / Árvácska (по Жігмонду Морицу)
- 1980 — Я бачу кольорові сни / Színes tintákról álmodom (по Жігмонду Морицу)

### Сценарист
- 1958 — Злочинець невідомий / A tettes ismeretlen
- 1963 — Єгипетська історія / Egyiptomi történet
- 1973 — Розарій на шести хольдах / Hatholdas rózsakert
- 1976 — Сирітка / Árvácska
- 1980 — Я бачу кольорові сни / Színes tintákról álmodom

### Актор
- 1939 — / Karosszék Járókelõ

### Нагород
- 1956 — премія імені Кошута
- 1956 — Спеціальний приз журі кінофестивалю в Карлових Варах («Прірва»)
- 1964 — Золота пальмова гілка 17-го Каннського кінофестивалю («Жайворонок»)
- 1969 — Заслужений артист УНР
- 1976 — приз Кінофестивалю в Карлових Варах («Сирітка»)
- 1977 — Народний артист УНР